# 克鲁瓦马尔
克鲁瓦马尔（法語：Croix-Mare，法語發音：[kʁwamaʁ]）是法国滨海塞纳省的一个市镇，属于鲁昂区。

## 地理
克鲁瓦马尔（49°36'8"N, 0°51'1"E）面积8.64 平方千米，位于法国诺曼底大区滨海塞纳省，该省份为法国北部沿海省份，其西部及北部濒大西洋英吉利海峡，东起顺时针与索姆省、瓦兹省、厄尔省和卡爾瓦多斯省接壤。
与克鲁瓦马尔接壤的市镇（或旧市镇、城区）包括：布拉克维尔、埃卡勒阿利克斯、弗拉芒维尔、梅尼勒-帕讷维尔、莫特维尔、圣克莱尔叙莱蒙、图夫勒维尔-拉科尔伯利讷、圣马丹德利夫。

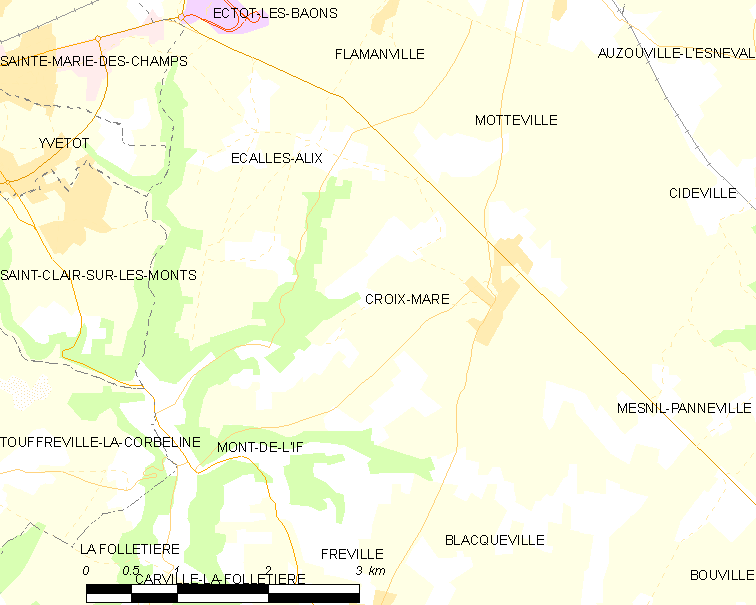
克鲁瓦马尔的OSM定位图

克鲁瓦马尔的时区为UTC+01:00、UTC+02:00（夏令时）。

## 行政
克鲁瓦马尔的邮政编码为76190，INSEE市镇编码为76203。

## 政治
克鲁瓦马尔所属的省级选区为邦德维尔圣母镇县。

## 人口

1962-2008年间克鲁瓦马尔人口变化图示

克鲁瓦马尔于2022年1月1日时的人口数量为713人。